# Iwaniwka (hromada Stawyszcze)
Iwaniwka (ukr. Іванівка) – wieś na Ukrainie, w obwodzie kijowskim, w rejonie białocerkiewskim, w hromadzie Stawyszcze. W 2001 liczyła 1300 mieszkańców, spośród których 1267 wskazało jako ojczysty język ukraiński, 26 rosyjski, 1 bułgarski, 3 białoruski, 2 ormiański, a 1 inny.